# Mirko Vučinić
Mirko Vučinić, född 1 oktober 1983 i Nikšić, Jugoslavien (nuvarande Montenegro), är en montenegrinsk fotbollsspelare som spelar för Al Jazira.

## Klubbkarriär

### Tidiga år
Vučinić startade sin karriär i FK Sutjeska Nikšić innan Lecce värvade honom sommaren 2000 som 18-åring. Under sin fjärde säsong i klubben blommade han ut och gjorde 19 mål i Serie A. Han gjorde bland annat ett hattrick mot Lazio 1 maj 2005. Året efter stannade han upp lite i sin utveckling, drabbades av skador och gjorde bara 9 mål.

### Roma
30 augusti 2006 gick Vučinić på lån till Roma. Roma hade även en klausul som sa att de fick köpa 50% av honom efter säsongen, vilket de senare gjorde. Under sitt första år i Roma fick han inte så mycket speltid, dels beroende på två knäoperationer, dels på grund av Luciano Spallettis spelsystem där Francesco Totti var given som ensam anfallare. Trots det gjorde han ändå tre mål under säsongen; det första i Serie A-matchen mot Siena 28 januari 2007 som Roma vann med 1-0. Sitt första Champions League-mål gjorde han mot Manchester United i Romas 2-1-vinst, samt ytterligare ett mål i ligan mot Catania.
Nästkommande säsong fortsatte Spalletti med sitt spelsystem med en ensam Totti på topp vilket gjorde att Vučinić började spela som en offensiv vänstermittfältare i 4-2-3-1 systemet. Han gjorde säsongens första mål i den viktiga Champions League-segern mot Sporting Lissabon i gruppspelet. I matchen därefter mot AC Milan var Totti skadad så Vučinić tog plats som ensam spets och gjorde matchens enda mål. Han avgjorde även derbyt mot Lazio som Roma vann med 3-2 samt Champions League-mötet med Real Madrid där Roma tog sig vidare från gruppspelet efter 2-1-segern.
I juni 2008 köpte Roma loss Vučinić helt från Lecce för 12 miljoner euro. 4 november 2008 gjorde Vučinić två mål i 3-1-vinsten över Chelsea i Champions League. Roma gick vidare till åttondelsfinal där de förlorade mot Arsenal på straffar. Vučinić slog en dålig straff som Manuel Almunia relativt lätt räddade.
1 juni 2009 skrev Vučinić på ett nytt fyra-års-kontrakt. Säsongen 2009/2010 startade dåligt för Roma som efter två raka förluster sparkade Luciano Spalletti. Nye managern Claudio Ranieri lyckades inte få Roma att spela så mycket bättre och när Vučinić äntligen gjorde säsongens första mål i 1 november 2009 mot Bologna så buade Roma-fansen. Efter den matchen hittade dock Roma toppformen och startade en 24 matcher lång svit utan att förlora. Även Vučinić blev bättre då han gjorde 13 mål på de sista 24 matcherna.
Säsongen 2010/2011 började bra för Vučinić som avgjorde mötet mot de regerande mästarna Inter på övertid. Han kunde dock inte bibehålla formen och målen uteblev, han ryktades även vara på väg från klubben till engelska Tottenham Hotspur. Man var heller inte nöjda i Roma med hur säsongen hade utvecklat sig samt att de inte på allvar hade kunnat utmana om titeln de senaste åren. Ranieri blev sparkad och ny manager blev förra Roma-spelaren Vincenzo Montella. Vučinić form blev inte bättre och det var tydligt att självförtroendet saknades när han missade öppet mål två matcher i rad.

### Juventus
30 juli 2011 skrev Vučinić på ett fyra-års-kontrakt med Juventus som köpte honom från Roma för 15 miljoner euro. Han gjorde sitt första ligamål 21 september 2011 i 1-1-matchen mot Bologna.
Mirko uttalade sig under sin tid i AS Roma genom dessa ord: "Jag älskar min klubb över hela mitt hjärta och skulle egentligen inte kunna tänka mig att spela för en klubb som Juventus". Två år senare stod det klart att han var klar för Juventus.
Montenegrinen är känd för att vara en joker i kortleken. Han kan blanda fantastiska prestationer med rent ut sagt bedrövliga. Mirko Vučinić styrka som fotbollsspelare är hans kliniska avslut och frisparksprecision i avgörande situationer. Han har dock vissa markanta svagheter. Han är mycket seg i steget och har från italiensk media fått namnet "Il Montenegrino Ippopotamo" vilket översätts som "Den montenegrinska flodhästen". Detta förklarar hans dåliga förmåga till att tempoväxla sig förbi sin motståndare.

## Internationellt
Vučinić var en av två Montenegro-födda spelare som togs ut i Serbien och Montenegros trupp till VM 2006. Han skadade sig dock 2 veckor innan turneringen började och var tvungen att lämna återbud.
Efter att Montenegro blivit ett eget land valde han att spela för dem och som lagkapten gjorde han landets första mål i premiärmatchen mot Ungern 24 mars 2007.

## Meriter

### I klubblag
Roma
- Supercoppa italiana: 2007
- Coppa Italia (2): 2007, 2008

 Juventus
- Serie A (2): 2011/12, 2012/13

- Supercoppa italiana (2): 2012, 2013